# Historias consistentes
En mecánica cuántica, las historias consistentes (también llamadas historias decoherentes) es una interpretación cuántica con el objetivo de generalizar la interpretación convencional de Copenhague y dar una interpretación natural de la cosmología cuántica. Esta interpretación de la mecánica cuántica se basa normalmente en un criterio de consistencia que normalmente permite asignar probabilidades a varias historias alternativas de un sistema de tal forma que estas probabilidades para cada historia obedecen las reglas de la probabilidad clásica y son consistentes con la ecuación de Schrödinger. En contraste con algunas interpretaciones de la mecánica cuántica, en particular la interpretación de Copenhague, las historias consistentes ni suelen incluir un "colapso de la función de onda" como una descripción relevante de un proceso físico ni consideran que la medición sea un componente fundamental de la mecánica cuántica.